# Binodoxys madagascariensis
Binodoxys madagascariensis är en stekelart som beskrevs av Starý 2005. Binodoxys madagascariensis ingår i släktet Binodoxys och familjen bracksteklar. Inga underarter finns listade.